# Francisco Javier Ramírez Acuña

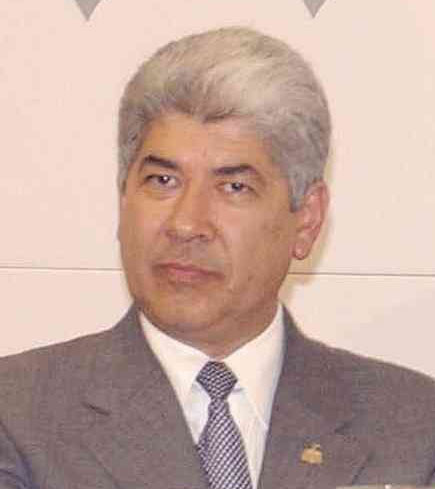
Francisco Javier Ramírez Acuña

Francisco Javier Ramírez Acuña (Jamay, 22 april 1952) is een Mexicaans politicus van de Nationale Actiepartij (PAN).
Ramírez studeerde recht aan de Universiteit van Guadalajara. In 1969 sloot hij zich aan bij de PAN. Van 1998 tot 2000 was hij burgemeester van Guadalajara. In 2000 won hij met een krappe marge de gouverneursverkiezingen in Jalisco van Jorge Arana van de Institutioneel Revolutionaire Partij (PRI).
In november 2006 trad hij af om minister van binnenlandse zaken te worden in het kabinet van Felipe Calderón. Zijn benoeming was controversieel, daar hij in 2004 volgens Amnesty International verantwoordelijk zou zijn geweest voor buitensporig politiegeweld en martelingen naar aanleiding van demonstraties rond een internationale conferentie in Guadalajara.
In januari 2008 werd Ramírez Acuña als minister vervangen door Juan Camilo Mouriño. In 2009 werd Ramírez Acuña in de Kamer van Afgevaardigden gekozen en werd voor het jaar 2009-2010 kamervoorzitter.
- Gemeinsame Normdatei: 1221983997
- Library of Congress Control Number: no2012148439
- Virtual International Authority File: 287386322
- WorldCat: E39PBJvtdVpd94gYFHV4wty8G3